# Pier Paolo Petroni
Pier Paolo Petroni (Roma, 30 de março de 1987) é um pentatleta italiano. 

## Carreira
Petroni representou seu país nos Jogos Olímpicos de Verão de 2016, terminando na vigésima quarta colocação.